# التهاب المخ
التهاب الدماغ هو التهاب يصيب الدماغ والذي يؤدي عددًا من الوظائف المهمة منها الذاكرة والكلام. كما يعرف التهاب الدماغ ايضًا انه عدوى برنشيمية صديدية غير محاطة بغلاف (non encapsulated) تصيب الدماغ والتي تتميز على الأشعة المقطعية بأنها منطقة منخفضة الكثافة غير محددة مع تحسين محيطي ولا يمكن تمييزها عن الأورام .
يحدث التهاب الدماغ عادة نتيجة لحالة كامنة تسبب التهاب أنسجة المخ و توجد عادة في مرضى الذئبة ويسمى التهاب دماغ الذئبة ويحدث لكل من البالغين والأطفال. قد تختلف مدة إصابة الجهاز العصبي المركزي من بضع دقائق ، كما في الصداع النصفي الكلاسيكي (أي الذي يحدث مع تنبيه) و نوبة نقص تروية عابرة أو إلى سنوات كما في الخرف . قد يكون العجز العصبي الناتج عن التهاب الدماغ عابرًا (مؤقتًا) أو دائمًا وقد يؤدي أحيانًا إلى الوفاة.

## أعراض
تختلف أعراض التهاب الدماغ من أعراض خفيفة إلى أخرى شديدة.
تختلف شدة الأعراض بناء على درجة التورم ومدى ارتفاع الضغط داخل الجمجمة. الأعراض الخفيفة تتضمن صداع واكتئاب وقلق وفي بعض الحالات فقدان الذاكرة أما الأعراض الشديدة الناجمة عن الالتهاب تتضمن الصداع والنوبات ومشاكل الرؤية والدوخة وتغيرات السلوك قد تصل الى السكتة الدماغية .
في بعض الحالات يمكن ملاحظة التهاب الدماغ عند تعرض الدماغ أو الجهاز العصبي للهجوم نتيجة مشاكل في جهاز المناعة.
تشمل أعراض التهاب الدماغ الذئبي الحاد (أي التهاب الدماغ عند مرضى الذئبة) : الذهان والخرف والاعتلال العصبي المحيطي وترنح المخيخ (فشل التنسيق العضلي ويكون عادة في جانب واحد من الجسم) الرَقَص (الحركات اللاإرادية التشنجية).
نسبة الإصابة بالسكتة الدماغية تبلغ 3-20٪ في مرضى الذئبة الجهازية ، وتكون نسبة الإصابة بالسكتة الدماغية أعلى خلال السنوات الخمس الأولى من المرض.
يحدث الاعتلال العصبي المحيطي (مثل متلازمة النفق الرسغي ) في أكثر من 20٪ من مرضى الذئبة الجهازية ويحدث شلل العصب القحفي في 10-15٪.

## الأسباب
الذئبة الجهازية هي واحدة من أكثر أسباب التهاب الدماغ شيوعًا حيث يُعتقد أن أكثر من نصف مرضى الذئبة من الولايات المتحدة يعانون من بدرجات مختلفة من التهاب الدماغ الذئبي.
العملية الفيزيولوجية المرضية الدقيقة لالتهاب الدماغ الذئبي غير معروفة ولكن يعتقد أن تكون الآليات المفترضة لهذه العملية بسبب الاعتداء على العديد من تغييرات نظام المناعة الذاتية ، بما في ذلك ما يلي:
- انتشار المعقدات المناعية (المعقد المناعي يتكون من جسم مضاد ومولد ضد) بالدورة الدموية و التي تتكون من الحمض النووي ومضادات الدنا ( أي يعتبر هنا الدنا هو مولد الضد) في استجابة التهابية و تدمير الحاجز الدموي الدماغي ومما يثبت ذلك أنه تم العثور على هذه المعقدات المناعية في الضفيرة المشيمية لمرضى الذئبة الحمراء عند تشريح الجثة . ومع ذلك ، يوجد التهاب الأوعية الدموية الفعلي في حوالي 10٪ فقط من مرضى الذئبة الدماغية.[5]
- الأجسام المضادة للأعصاب : وقد تم تحديد ثلاث انواع منها وتشمل : 1. الاجسام ضد الخلايا العصبية المفترضة في تورط الجهاز العصبي المركزي وهي الأجسام المضادة السامة للخلايا اللمفاوية (lympho-cytotoxic antibodies LCAs) والتي تتفاعل بطريقة ما مع أنسجة المخ وتتداخل مع قدرة الخلايا العصبية على الاستجابة. تلعب LCAs دورًا محددًا وتوجد في كل من المصل والسائل النخاعي (CSF) لمرضى الذئبة المصابين بالتهاب الدماغ. ترتبط هذه الأجسام المضادة أيضًا الاختلالات المكانية البصرية والاختلالات المعرفية. 2. الأجسام المضادة الغشائية العصبية والتي تستهدف بشكل مباشر مستضدات الخلايا العصبية والتي تم العثور عليها أيضًا في مصل مرضى الذئبة الحمراء المصابين بالتهاب الدماغ. 3.الأجسام المضادة داخل السيتوبلازم والتي تستهدف مكونات الخلايا العصبية وتوجد في السائل الدماغي النخاعي والمصل. تظهر هذه الأجسام المضادة في 90٪ من مرضى الذئبة الحمراء المصابين بالذهان.[6]
- الأجسام المضادة للفوسفوليبيد وتشمل الأجسام مضادات الكارديوليبين ومضاد تخثر الذئبة. ترتبط الأجسام المضادة للكارديوليبين بالبطانة البطانية للخلايا ، مما يتسبب في تلف البطانة وتكدس الصفائح الدموية والالتهاب والتليف .[7]
- إفراز السيتوكين : تتضمن الآلية النهائية لالتهاب الدماغ الذئبي السيتوكينات والتي تؤدي إلى حدوث الوذمة ، وتثخن البطانة ، دخول العدلات الى أنسجة المخ وقد تم العثور على اثنين من السيتوكينات: إنترفيرون ألفا وإنترلوكين -6 ، في ال سي إس إف (توضيح) لمرضى الذئبة الحمراء المصابين بالذهان.[8]

وعلى الرغم من كل ذلك، ليس واضح أي آلية هي السبب الفعلي لالتهاب الدماغ لدى مرضى الذئبة فيما يعتقد المتخصصون أن جميع الآليات قد تكون موجودة في نفس الوقت أو قد تعمل بشكل مستقل.
ومن الأسباب الأخرى للإصابة بالتهاب الدماغ هي العدوى التي تسببها البكتيريا أو الفيروسات أو الكائنات الحية الأخرى. يمكن أن تحدث العدوى عندما تدخل العوامل الممرضة إلى الدماغ عبر الجيوب الأنفية أو نتيجة الصدمة و بعضها قادر من خلال المرور عبر الحاجز الدموي الدماغي ودخول الدماغ عبر مجرى الدم ، على الرغم من أن الجسم قد طور دفاعات مصممة خصيصًا لمنع ذلك.

## علاج
تعتبر الذئبة حالة لا يمكن علاجها ولكن يمكن معالجة التهاب الدماغ الذئبي عن طريق تثبيط النشاط الذاتي لجهاز المناعة.
عندما يكون سبب التهاب الدماغ هو العدوى فإن العلاج دواء يعالج العدوى في المقام الأول و بالنسبة للالتهابات فيمكن استخدام الستيرويدات لتقليل التورم. في حين اذا أن التورم قد زاد إلى مستوى خطير ، فقد تكون هناك حاجة لعملية جراحية لتخفيف الضغط على الدماغ. وفي حالة تكوين الخراج أيضًا يتطلب إجراء عملية جراحية ، حيث سيكون من الضروري تصريف الخراج.